# 陕西广播电视台宝贝家频道
陕西广播电视台宝贝家频道，前身为育婴宝典频道，隶属于陕西广播电视台和优扬传媒，于2008年7月开播，2009年8月16日正式更名，是中国第一个学龄前亲子电视频道，是面向全国婴幼儿的付费频道，通过中数平台面向全国。

## 主要栏目
- 亲子操
- 育儿妙招
- 宝贝一家亲

除上述栏目之外，还播出英国BBC的人偶剧，如《天线宝宝》、《花园宝宝》。